# Phyllodes maligera
Phyllodes maligera là một loài bướm đêm trong họ Noctuidae.